# Цинцадзе, Нодар Леванович
Нодар Леванович Цинцадзе (груз. ნოდარ ცინცაძე, 22 февраля 1930, Тифлис, Грузинская ССР, СССР — 22 июня 2020, Тбилиси) — грузинский учёный-физик. Член-корреспондент АН Грузинской ССР (1988), академик АН Грузии (2001). Заслуженный деятель науки Грузии. Почётный доктор Хиросимского университета.

## Биография
В 1955 году окончил физический факультет Тбилисского государственного университета. В 1960—2006 гг. — заведующий отделом физики плазмы АН Грузии; 1960—1969 гг. — доцент кафедры теоретической физики физического факультета Тбилисского государственного университета; 1965—1993 — заведующий кафедрой теоретической физики Тбилисского государственного университета; С 2004 г. — профессор Лахорского университета, Пакистан; С 2006 года — главный научный сотрудник Института физики имени Элетера Андроникашвили.
Доктор физико-математических наук (1965)

## Научные интересы
Кинетическая теория макроскопических систем, теория нелинейных явлений в плазме, воздействие мощного лазерного излучения на среду.